# 황엽
황엽(1921년 9월 14일 ~2015년 12월 2일)은 대한민국의 군인이다. 전 육군 지휘관이었으며, 피의 능선 전투에서 연대장으로서 전투를 지휘했다.
그 후 대한축구협회 회장을 역임한 체육인이다.